# Frederica Theodora Ernestine Camper
Frederica Theodora Ernestine Camper (geboren 29. März 1799 in Klein Lankum; begraben 15. April 1834 in Hillegom) war eine niederländische Naturforscherin.

## Leben
Frederica Theodora Ernestine Camper wurde am 29. März 1799 in Klein Lankum bei Franeker geboren. Sie war die Tochter des Naturforschers Adriaan Gilles Camper (1759–1820) und der Theodora Aurelia, Gräfin von Limburg Stirum (1776–1849). Sie war die Enkelin des Botanikers Petrus Camper (1722–1789) und lernte das Zeichnen und botanische Malen von ihrem Vater, ebenso wie ihr Bruder und ihre drei Schwestern. Sie heiratete am 9. Mai 1821 in Klein Lankum den Botaniker und Chemiker Jacob Gijsbert Samuel van Breda (1788–1867). Die Kinder aus dieser Ehe waren alle Totgeburten.
Der Biograf ihres Mannes, Carel Johannes Matthes, schrieb über sie, dass sie bei schlechter Gesundheit gewesen wäre und sich nicht nur durch ein edles und anmutiges Äußeres auszeichnete, sondern auch durch einen liebenswürdigen Charakter und ein gesundes Urteilsvermögen, gepaart mit vielseitigen Kenntnissen und Begabungen. Camper nahm an den wissenschaftlichen Aktivitäten ihres Mannes aktiv teil und half oft mit ihrer Zeichenfeder beim Aufzeichnen von Gelände, Fossilien oder Mineralien, von denen er Bilder haben wollte. Von ihr sind jedoch keine Zeichnungen bekannt, was daran liegen wird, dass sie ihre Zeichnungen vermutlich nie signierte.
Van Breda lernte Camper in Franeker kennen. Er war von 1816 bis 1822 Professor für Botanik, Chemie und Pharmazie am Atheneum, dem Gymnasium in Breda. Anschließend wurde er Professor in Gent (1822–1830) und Leiden (1831 außerordentlicher und seit 1835 Ordinarius). 1826 wurde er mit der Erstellung einer geologischen Karte der südlichen Niederlande beauftragt. Bei seinen Arbeiten dazu begleitete Camper ihn und machte dabei ihre eigenen geologischen Notizen und Lagepläne. Gemeinsam gingen sie auch auf Reisen nach Frankreich, Deutschland und England, wo sie, unter anderem über die Namen ihres Vaters und Großvaters, Zugang zu gelehrten Kreisen um den französischen Zoologen Georges Cuvier und den englischen Chemiker Humphry Davy hatten.
Sie mussten Gent im Jahr 1830 in aller Eile verlassen, als dort die belgische Revolution ausbrach. Dabei mussten sie dort einen Großteil ihres Besitzes zurücklassen. Ein Jahr später wagten sie sich zurück nach Gent, um dort Van Bredas Papiere und mehrere Manuskripte der Familie Camper zu retten. Dabei entgingen sie nur knapp einer Verhaftung.
Frederica Theodora Ernestine Camper starb im April 1834 und wurde am 15. April begraben. Jacob Gijsbert Samuel van Breda verfasste einen Nachruf, der im Journal de la Haye abgedruckt wurde. Darin lobte er sie für die Leichtigkeit, mit der sie sich in internationaler Gesellschaft bewegte, für ihren Geist und ihre Schönheit. Frederica Camper wurde im Familiengrab der Van Bredas in Hillegom beerdigt.